# アパッチ砦・ブロンクス
『アパッチ砦・ブロンクス』（アパッチとりでブロンクス、Fort Apache, The Bronx）は、1981年のアメリカ合衆国のアクション映画。ポール・ニューマン主演。
ニューヨーク・サウス・ブロンクスを舞台に、犯罪に立ち向かうニューヨーク市警察の警察官の人間模様を描いた作品。

## ストーリー
ニューヨークの中でも特に犯罪多発地帯と恐れられているサウス・ブロンクスにあるニューヨーク市警察第41分署は唯一の安全地帯であることから、“アパッチ砦”と呼ばれている。ここに18年も勤務しているベテラン警官マーフィーは、新人警官のコレリと組んで犯罪に立ち向かっていた。
ある日、麻薬中毒者による警官射殺事件が起きる。その翌日に着任した新署長コノリーは、皆の前で解決に向けた厳しい訓示を告げる。しかし、事件は解決のめどがつかないばかりか、マーフィーの仲間の警官は暴挙を働く始末であった。
そんな中、麻薬密売人たちが、病院の一室に人質にとってたてこもる事件が起こった。人質の中には、マーフィーの恋人で看護婦のイザベラもいた。

## キャスト
※括弧内は日本語吹替
- マーフィー - ポール・ニューマン（川合伸旺）
- コノリー - エドワード・アズナー（富田耕生）
- コレリ - ケン・ウォール（玄田哲章）
- モーガン - ダニー・アイエロ（飯塚昭三）
- イザベラ - レイチェル・ティコティン（吉田理保子）
- シャーロット - パム・グリア（鳳芳野）
- テレサ - キャスリーン・ベラー（英語版）（榊原良子）
- ヘルナンド - ミゲル・ピニェロ

吹替その他：大山高男、藤城裕士、島香裕、西村知道、沢木郁也、伊井篤史、加藤正之
テレビ放送：TBSテレビ「月曜ロードショー」 1982年11月15日